# Binswangen (Sonthofen)
Binswangen (mundartlich: Binswong) ist ein Gemeindeteil der Stadt Sonthofen im bayerisch-schwäbischen Landkreis Oberallgäu.

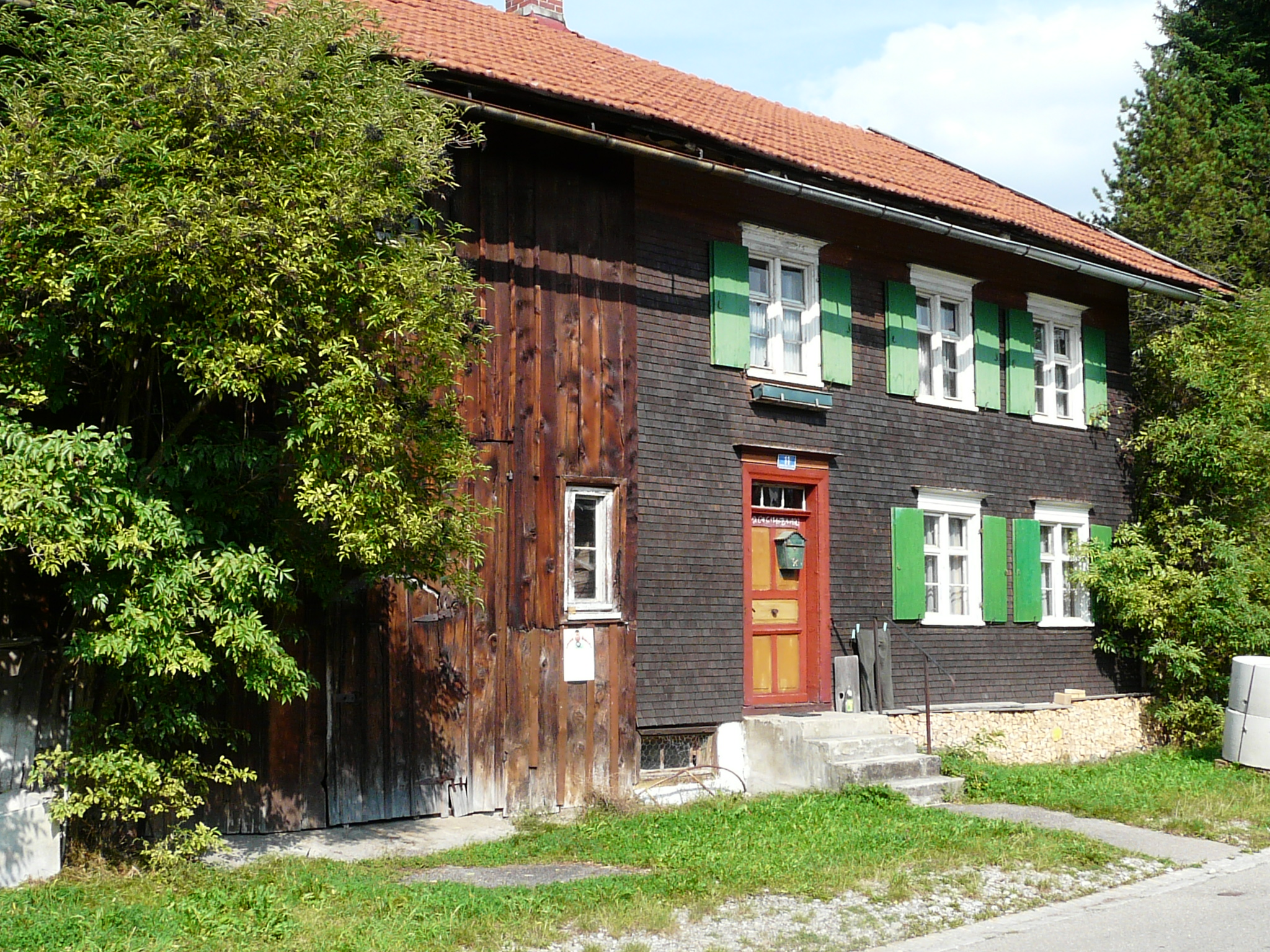
Baudenkmal in Binswangen

## Geographie
Das Dorf liegt unmittelbar südöstlich des Stadtgebiets von Sonthofen. Nördlich von Binswangen fließt die Ostrach.

## Ortsname
Der Ortsname bedeutet deutet auf eine Wang mit Binsenbestand hin. Die Pluralbildung des Ortsnamens tritt erst ab 1818 auf, in der Mundart wird der Ort weiterhin als Binswang bezeichnet.

## Geschichte
Binswangen wurde erstmals urkundlich im Jahr 1361 erwähnt, als bei der Teilung von Heimenhofer Gebrüber die Leute, Güter und Rechte zu Binswank an Oswald von Heimenhofen fallen. 1451 wurden 22 rothenfelsische Eigenleute und ein stifskemptisches Lehengütlein im Ort gezählt. Die Kapelle St. Johannes Nepomuk wurde im Jahr 1741 erbaut.